# David LeRoy Anderson
David LeRoy Anderson (Los Angeles, ...) è un truccatore statunitense specializzato in make up per effetti speciali. È anche disegnatore di una propria linea di gioielli.

## Biografia
Si diploma alla Santa Monica High School
Esordisce nell'industria cinematografica statunitense dopo studi di scultura e disegno effettuati a metà a metà degli anni ottanta al Santa Monica College, collaborando inizialmente come aiuto truccatore per suo padre, per poi divenire in breve tempo specialista in make up lavorando per Wes Craven nel film Il serpente e l'arcobaleno.
Vince due Premi Oscar al miglior trucco grazie alla collaborazione col pluripremiato collega Rick Baker nel 1997 e nel 1998, rispettivamente con le pellicole Il professore matto e Men in Black. Sempre con Il professore matto si aggiudica nel 1997 sia un BAFTA award che un Saturn Award per il miglior trucco.
Tra i suoi lavori, si ricordano La morte ti fa bella, Batman Forever, Waterworld, Out of Sight, Il segno della libellula - Dragonfly, Cinderella Man - Una ragione per lottare (che gli vale un'altra candidatura agli Oscar nel 2006) e Angeli e demoni.
È sposato con l'attrice Heather Langenkamp, conosciuta sul set di Nightmare - Dal profondo della notte. Insieme hanno avuto due figli. David gestisce insieme a sua moglie lo studio AFX Studio a Van Nuys in  California.

## Riconoscimenti
L'anno si riferisce all'anno della cerimonia di premiazione.
- 1989
  - Nomination Saturn Award per il miglior trucco insieme a Lance Anderson per Il serpente e l'arcobaleno (The Serpent and the Rainbow)
- 1997
  - Oscar al miglior trucco insieme a Rick Baker per Il professore matto (The Nutty Professor)
- 1998
  - Oscar al miglior trucco insieme a Rick Baker per Men in Black (Men in Black)
- 2006
  - Nomination Oscar al miglior trucco insieme a Lance Anderson per Cinderella Man - Una ragione per lottare (Cinderella Man)

## Filmografia
- Il serpente e l'arcobaleno (The Serpent and the Rainbow), regia di Wes Craven 1986 - artista effetti speciali makeup con il nome di Dave Anderson
- Scuola di mostri (The Monster Squad), regia di Fred Dekker (1987) - dipartimento artistico dei mostri
- Alien Nation - Nazione di alieni (Alien Nation), regia di Graham Baker (1988) - effetti di makeup degli alieni con il nome di Dave Anderson
- Ho sposato un'aliena (My Stepmother Is an Alien), regia di Richard Benjamin (1988) - occhi animatronici con il nome David Anderson
- Passioni in comune (Never on Tuesday), regia di Adam Rifkin (1989 - effetti di makeup con il nome di Dave Anderson
- Cimitero vivente (Pet Sematary), regia di Mary Lambert (1989) - effetti di makeup con il nome di Dave Anderson
- Sotto shock (Shocker), regia di Wes Craven (1989) - makeup speciale con il nome di Dave L. Anderson
- Il soffio del diavolo (Demon Wind), regia di Charles Philip Moore (1990) - assistente effetti di makeup
- Young Guns II - La leggenda di Billy the Kid (Young Guns II), regia di Geoff Murphy (1990) - effetti di makeup
- Il giallo del bidone giallo (Men at Work), regia di Emilio Estevez (1990) - makeup di Charlie Sheen
- Uomini al passo (Cadence), regia di Martin Sheen (1990) - makeup di Charlie Sheen con il nome David Anderson
- Edward mani di forbice (Edward Scissorhands), regia di Tim Burton (1990) - dipartimento direzione artistica con il nome David Anderson
- La morte ti fa bella (Death Becomes Her), regia di Robert Zemeckis (1992) - assistente effetti di makeup di Goldie Hawn con il nome David Anderson
- L'infiltrato (Beyond the Law), regia di Larry Ferguson (1992) - makeup
- Alien³, regia di David Fincher (1992) - effetti creature aliene
- Palle in canna (National Lampoon's Loaded Weapon 1), regia di Gene Quintano (1993) - effetti di makeup
- Hot Shots! 2 (Hot Shots! Part Deux), regia di Jim Abrahams (1993) - makeup di Charlie Sheen
- I tre moschettieri (The Three Musketeers), regia di Stephen Herek (1993) - makeup di Charlie Sheen con il nome David Anderson
- Sesso e fuga con l'ostaggio (The Chase), regia di Adam Rifkin (1994) - hair stylist e makeup con il nome di David Anderson
- Terminal Velocity, regia di Deran Sarafian (1994) - makeup di Charlie Sheen con il nome di David L. Anderson
- Vampiro a Brooklyn (Vampire in Brooklyn), regia di Wes Craven (1995) - effetti di makeup
- Batman Forever, regia di Joel Schumacher (1995) - effetti di makeup non accreditato
- Waterworld, regia di Kevin Reynolds (1995) - makeup
- The Arrival, regia di David Twohy (1996) - makeup di Charlie Sheen
- Il professore matto (The Nutty Professor), regia di Tom Shadyac (1996) - assistente effetti di makeup
- Men in Black, regia di Barry Sonnenfeld (1997) - effetti di makeup
- Spawn, regia di Mark A.Z. Dippé (1997) - effetti di makeup di John Leguizamo
- Cercasi tribù disperatamente (Krippendorf's Tribe), regia di Todd Holland (1998) - makeup tribale
- Out of Sight, regia di Steven Soderbergh (1998) - effetti di makeup di Albert Brooks non accreditato
- Mafia! (Jane Austen's Mafia!), regia di Jim Abrahams (1998) - designer del trucco prostetico
- Life, regia di Ted Demme (1999) - effetti di makeup di Eddie Murphy anziano
- La famiglia del professore matto (Nutty Professor II: The Klumps), regia di Peter Segal (2000) - effetti di makeup
- The Brightness You Keep, regia di Amanda Copeland - cortometraggio (2000) - effetti di makeup
- Il segno della libellula - Dragonfly (Dragonfly), regia di Tom Shadyac (2002) - effetti di makeup
- Una settimana da Dio (Bruce Almighty), regia di Tom Shadyac (2003) - effetti di makeup
- Timeline - Ai confini del tempo (Timeline), regia di Richard Donner (2003) - effetti di makeup
- L'alba dei morti viventi (Dawn of the Dead), regia di Zack Snyder (2004) - designer del trucco prostetico
- Cinderella Man - Una ragione per lottare (Cinderella Man), regia di Ron Howard (2005) - effetti di makeup
- Lords of Dogtown, regia di Catherine Hardwicke (2005) - designer effetti di makeup
- Un'impresa da Dio (Evan Almighty), regia di Tom Shadyac (2007) - effetti di makeup
- Asylum, regia di David R. Ellis (2008) - designer effetti di makeup
- Agente Smart - Casino totale (Get Smart), regia di Peter Segal (2008) - effetti di makeup
- Frost/Nixon - Il duello (Frost/Nixon), regia di Ron Howard (2008) - effetti di makeup di Frank Langella
- Angeli e demoni (Angels & Demons), regia di Ron Howard (2009) - effetti di makeup
- Aiuto vampiro (Cirque du Freak: The Vampire's Assistant), regia di Paul Weitz (2009) - supervisore trucco prostetico
- Crazy, Stupid, Love, regia di Glenn Ficarra e John Requa (2011) - makeup di Steve Carell
- Mission: Impossible - Protocollo fantasma (Mission: Impossible - Ghost Protocol), regia di Brad Bird (2011) - creazione effetti di makeup
- Quella casa nel bosco (The Cabin in the Woods), regia di Drew Goddard (2011) - creazione effetti di makeup
- Lawless, regia di John Hillcoat (2012) - creazione effetti di makeup
- Cercasi amore per la fine del mondo (Seeking a Friend for the End of the World), regia di Lorene Scafaria (2012) - makeup di Steve Carell